# ヴクブ・フンアフプー
ヴクブ・フンアフプー（ブクブ・フナフプ、ヴクブ・フナプとも。Vukub Hunahpu) は、マヤ神話の『ポポル・ヴフ』に登場する神の一柱。
創造神イシュムカネーとイシュピヤコックの息子。兄はフン・フンアフプー。兄は結婚したがヴクブ・フンアフプーは結婚しなかった。
冥神フン・カメーとヴクブ・カメーの姦計に掛かり、フン・フンアフプーとともに冥界シバルバーで殺されることとなる。兄は首を切られて木に吊されたが、ヴクブ・フンアフプーの死体は斬首されず、兄の体とともに土に埋められてしまった。